# Bouguerra Soltani

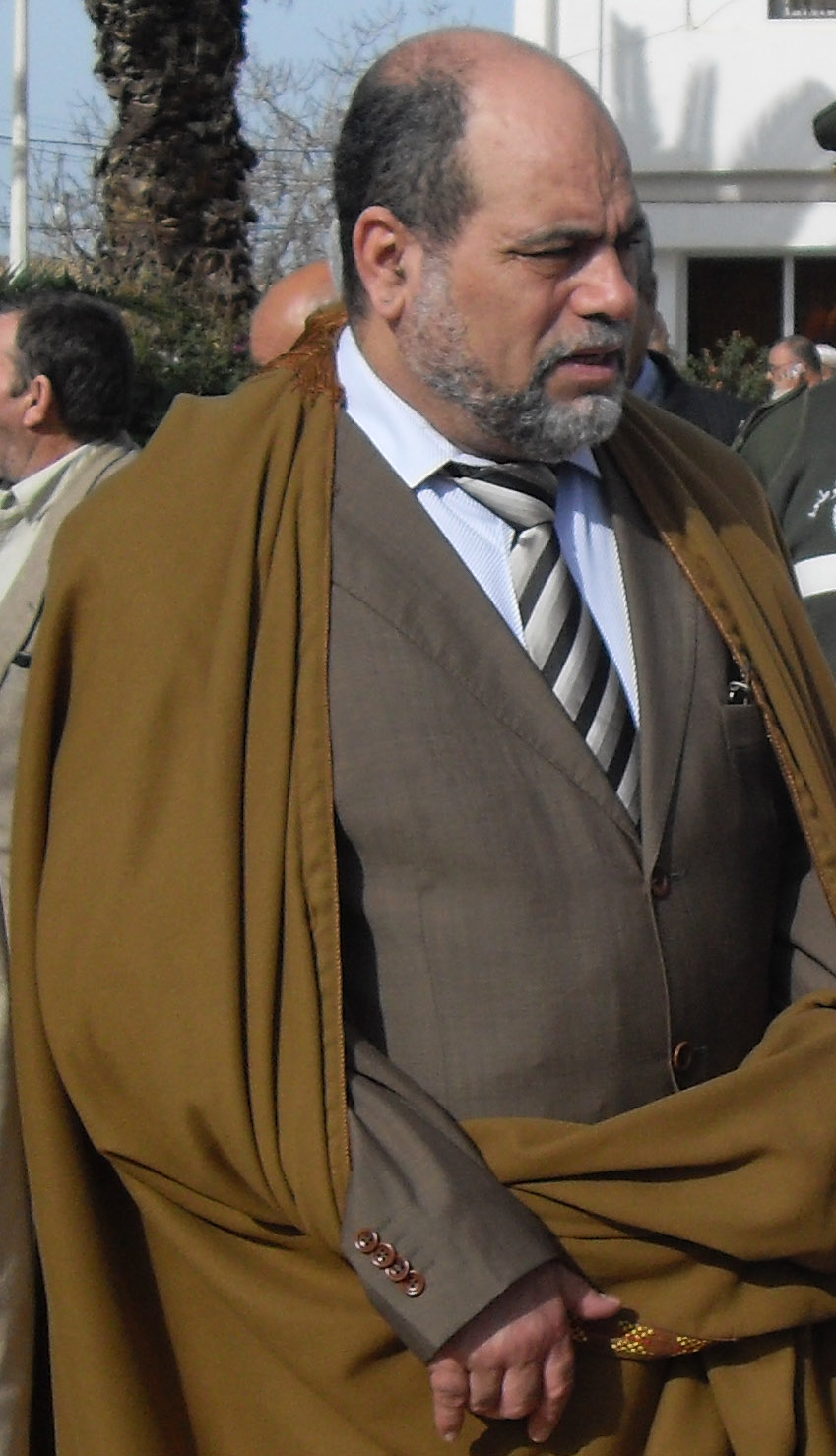
Bouguerra Soltani

Bouguerra Soltani (arabisch أبو جرة سلطاني, DMG Abū Ǧarra Sulṭānī; * 1954 in Cheria, Wilayat Tébessa) ist der Führer der islamistischen algerischen Partei Mouvement de la Société de la Paix („Bewegung der Gesellschaft für Frieden“, auch als Hamas abgekürzt). Mit seiner politischen Agenda steht er der Doktrin der Muslimbrüder nahe.
Ihm wird die Ausübung von Folter vorgeworfen.